# Stipe Pletikosa

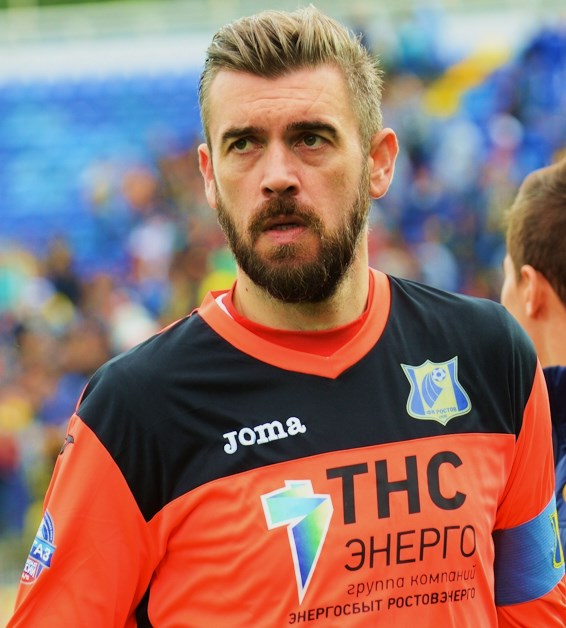
Pletikosa con Rostov en 2014.

Stipe Pletikosa (Split, Croacia, 8 de enero de 1979) es un exfutbolista croata que jugaba de portero.

## Biografía
Pletikosa, comenzó su carrera futbolística en un equipo de su ciudad natal, el Hajduk Split. En 1996 firmó un contrato profesional, pero en sus dos primeras temporadas el entrenador solo le dio la oportunidad de disputar un partido. Fue en la temporada 98-99 cuando se va haciendo un hueco en el once titular, ya que disputa 19 partidos. Con este equipo ganó una Liga y dos Copas de Croacia.

En 2003 se marcha a jugar al Shajtar Donetsk ucraniano. Con este club gana los tres trofeos nacionales (Liga, Copa y Supercopa) antes de marcharse cedido durante una temporada al que fuera su primer equipo, el Hajduk Split.
En 2007 ficha por el club ruso del Spartak de Moscú, y en él permanecería hasta agosto de 2010. Sin embargo, en este periodo de tiempo, el potente club moscovita no consiguió ganar ningún título, ya que otros equipos como el Zenit San Petersburgo o el Rubin Kazan se mostraron más fuertes que ellos tanto en el campeonato de liga ruso como en la Copa, lo cual le impidió también participar en las competiciones europeas con regularidad.
El 31 de agosto de 2010 se marcha cedido por un año al Tottenham Hotspur inglés, con el que sólo disputó un partido en toda la temporada.
En 2011, ficha por el FC Rostov ruso.
En 2015 ficha por el Real Club Deportivo de La Coruña (Liga BBVA, España) por media temporada con opción a prolongarlo otro año más (con un determinado número de partidos jugados), tras encontrase sin equipo en los últimos seis meses. Se despidió del fútbol profesional disputando el último partido de la temporada en Riazor frente al Real Madrid, en el que fue ovacionado por la afición, que coreó su nombre y fue manteado por sus compañeros en el centro del campo al finalizar el encuentro y posteriormente dio una vuelta de honor al estadio acompañado de su hijo, saludando a la grada. Además fue elegido por la afición el mejor del partido.

## Selección nacional

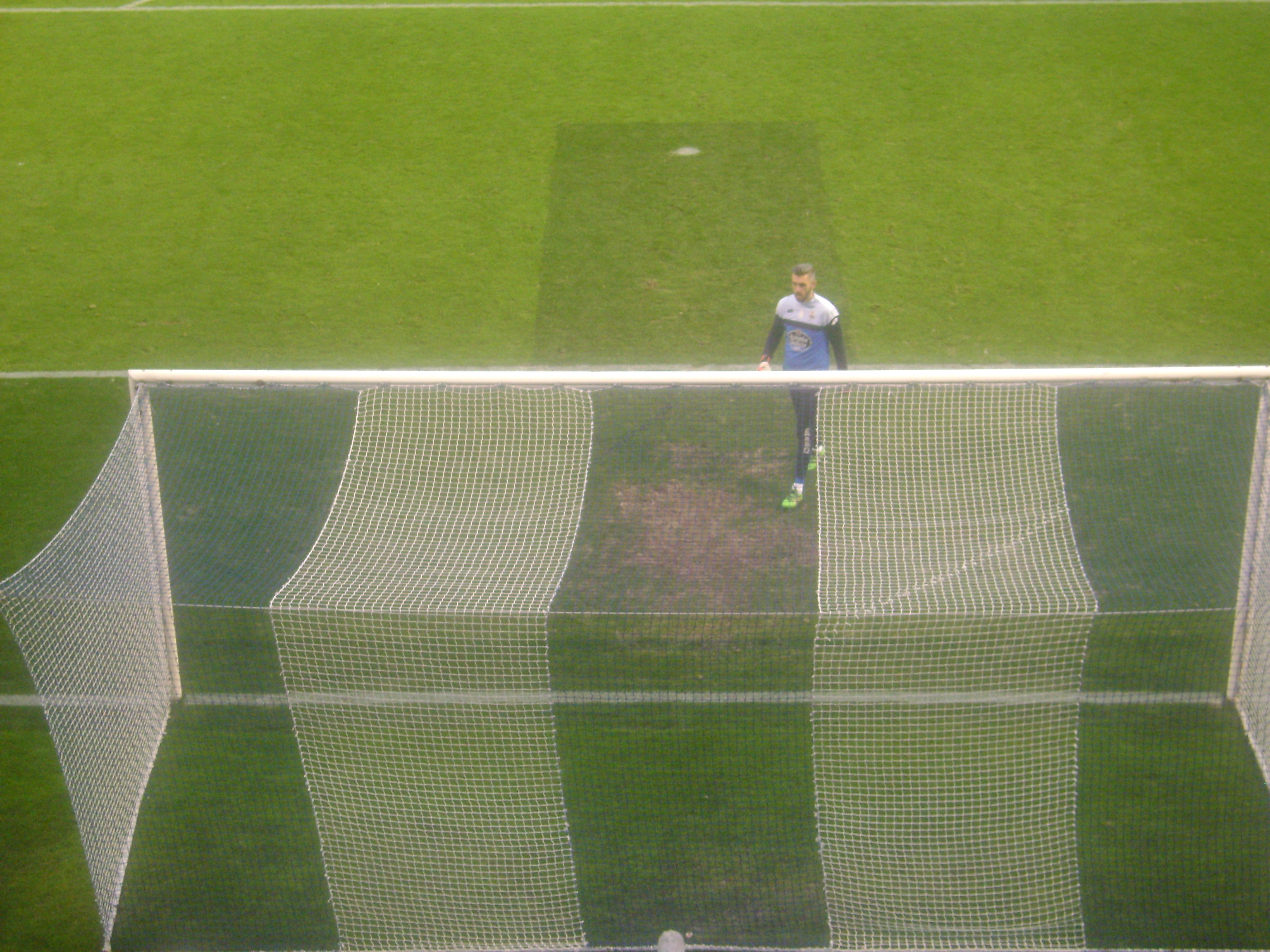
Pletikosa durante su etapa en el Deportivo de La Coruña.

Fue internacional con la Selección de fútbol de Croacia en 114 ocasiones.
Su debut como internacional se produjo el 10 de febrero de 1999 contra Dinamarca.
Fue convocado para disputar la Eurocopa de Portugal de 2004, pero debido a una lesión no pudo acudir.
Participó con su selección en la Copa Mundial de Fútbol de 2002, celebrada en Corea del Sur y Japón, y en la Copa Mundial de Fútbol de Alemania de 2006. Disputó los tres partidos que jugó su equipo en cada Mundial (Croacia no pasó la primera ronda ninguno de esos dos torneos).
Fue convocado por su selección para participar en la Eurocopa de Austria y Suiza de 2008. Fue el portero titular de su selección en el torneo. Disputó tres encuentros. En el partido de cuartos de final contra Turquía, en el que Croacia quedó eliminada, Pletikosa no pudo salvar a su equipo en la tanda de penaltis.
El 14 de mayo de 2014, Pletikosa fue incluido en la lista preliminar de 30 jugadores que representaron a Croacia en la Copa Mundial de Fútbol de 2014 en Brasil. Fue ratificado en la lista final de 23 futbolistas el 31 de mayo de 2014.

### Participaciones en Copas del Mundo
| Mundial                               | Sede                  | Resultado        |
| ------------------------------------- | --------------------- | ---------------- |
| Copa Mundial de Fútbol Sub-20 de 1999 | Nigeria               | Octavos de final |
| Copa Mundial de Fútbol de 2002        | Corea del Sur y Japón | Primera fase     |
| Copa Mundial de Fútbol de 2006        | Alemania              | Primera fase     |
| Copa Mundial de Fútbol de 2014        | Brasil                | Primera fase     |

## Clubes
| Club               | País       | Año       |
| ------------------ | ---------- | --------- |
| HNK Hajduk Split   | Croacia    | 1996-2003 |
| FC Shajtar Donetsk | Ucrania    | 2003-2005 |
| HNK Hajduk Split   | Croacia    | 2005-2006 |
| FC Shajtar Donetsk | Ucrania    | 2006-2007 |
| FC Spartak Moscú   | Rusia      | 2007-2010 |
| Tottenham Hotspur  | Inglaterra | 2010-2011 |
| FC Rostov          | Rusia      | 2011-2015 |
| RCD La Coruña      | España     | 2015-2016 |

## Títulos
- 1 Liga de Croacia (Hajduk Split, 2001)
- 2 Copas de Croacia (Hajduk Split, 2000 y 2003)
- 1 Liga Premier de Ucrania (Shajtar Donetsk, 2005)
- 1 Copa de Ucrania (Shajtar Donetsk, 2004)
- 1 Supercopa de Ucrania (Shajtar Donetsk, 2005)
- 1 Copa Corea (Selección croata, 1999)